# اجزای زنده
اجزای زنده یا ترکیب زنده (به انگلیسی: Biotic component) جانداران زنده‌ای هستند که یک اکوسیستم را تشکیل می‌دهند. اجزای زنده معمولاً عبارتند از:
- تولیدکنندگان، به عنوان مثال اتوتروف‌ها یا خودپروردگان: مانند: گیاهان، آنها انرژی را از راه فتوسنتز، (تبدیل نور خورشید، آب و دی‌اکسید کربن به انرژی)، یا از منابع دیگر مانند منافذ هیدروترمال به مواد غذایی تبدیل می‌کنند.
- مصرف‌کنندگان، به عنوان مثال هتروتروف یا دگرپروردگان: مانند: حیوانات، آنها به تولیدکنندگان (گاهی هم مصرف‌کنندگان دیگر)، برای مواد غذایی مورد نیازشان وابسته‌اند.
- تجزیه‌کنندگان، به عنوان مثال پوده‌خواران: مانند: قارچ‌ها و باکتری‌ها، آنها مواد شیمیایی را از تولیدکنندگان و مصرف‌کنندگان (معمولاً مرده) به شکل ساده‌تری که بتواند مورد استفادهٔ مجدد قرار گیرد، می‌شکنند.

یک عامل زنده جزء زنده‌ای است که بر جمعیت ارگانیسم دیگری، یا محیط تأثیر می‌گذارد. این شامل حیواناتی است که مصرف‌کنندهٔ ارگانیسم هستند، و مواد غذایی زنده‌ای که ارگانیسم مصرف می‌کند. عوامل زنده شامل نفوذ انسان، عوامل بیماری‌زا و شیوع بیماری نیز می‌شود. هر یک از عوامل زیستی برای انجام کار به انرژی، و برای رشد مناسب به غذا نیاز دارد.
همهٔ گونه‌ها کم و بیش به نحوی توسط عوامل زنده تحت تأثیر قرار دارند. به عنوان مثال، اگر تعداد جانوران شکارچی افزایش یابد، کل وب غذایی تحت تأثیر قرار خواهد گرفت (تعداد جمعیت موجودات در زنجیرهٔ غذایی پایین‌تر کاهش خواهد یافت). به همین گونه، وقتی موجوداتی مواد غذایی بیشتری برای خوردن دارند، آنها را سریعتر رشد می‌کنند و احتمال تکثیر بیشتری دارند، به طوری که اندازهٔ جمعیت به روشنی افزایش خواهد یافت. با این حال، پاتوژن‌ها و شیوع بیماری، به احتمال زیاد سبب کاهش در اندازهٔ جمعیت بوده‌اند. بیش‌ترین تغییرات ناگهانی در محیط را انسان ایجاد می‌کند (به عنوان مثال ساختن شهرها ساختمان‌ها و کارخانه‌ها، زباله و آلودن آب). این تغییرات به احتمال زیاد سبب کاهش در جمعیت هر گونه جان‌دار می‌شود، و این به خاطرِ ظهورِ ناگهانیِ عوامل آلاینده است.